# Assuwa
Assuwa was een coalitie van 22 stadstaten in het noordwesten van Anatolië. De coalitie is vooral bekend door de opstand rond 1430 v.Chr. tegen Tudhaliya I/II, koning van het Hettitische Rijk. Assuwa werd verslagen en de koning van Assuwa en zijn zoon Kukkuli werden gevangengenomen. Kukkuli werd daarna door Tudhaliya I/II aangesteld als vazalkoning van Assuwa. Hij kwam opnieuw in opstand, werd weer verslagen en daarna ter dood gebracht, terwijl de coalitie uiteen werd geslagen.
Van de 22 genoemde stadstaten zijn de meeste onbekend, maar de laatste twee, Wilusiya en Taruisa, komen zeer waarschijnlijk overeen met Troje en het omliggende gebied Troas. De naam Assuwa is waarschijnlijk de oorsprong van de huidige naam voor Azië.